# U型ライブEXPRESS
『U型ライブEXPRESS』（ユーがたライブエクスプレス）は、北海道文化放送（UHB）で、2014年3月31日から同年9月26日まで放送されていた情報番組。

## 概要
UHBは2014年4月改編によって、平日午前に放送していた『早起きてれび! めざまし北海道』・『さあ!トークだよ』を終了とし、平日午後2時から7時の5時間を『キミと、ずーっと300min!』と銘打ち、ドラマ再放送枠『ドラマチックU』・『U型ライブ』・『Super NEWS U』を合わせた計4番組を放送し、午後帯の強化を図った。
番組内容は、終了した『さあ!トークだよ』・『U型テレビ』のキャスターとテレビショッピングコーナーを継承した上で、大幅刷新。その日のニュースと天気、街の話題に加え、お得な情報を交えて伝える。
平日午後2時台にUHB自社制作の帯番組が放送されるのは『えきニジ』（2009年3月終了）以来であったが、わずか半年で終了。同時間枠は再びドラマ再放送枠に切り替えたため、1989年10月2日開始の『TVポテトジャーナル』以来放送枠を変えながら25年続いた番組路線は途絶えることとなった。その後、2021年5月より金曜15:15 - 15:45に『のりゆきのトークDEお悩み解決!』を開始。6年半ぶりに自社制作番組が一部復活することとなる。

## 放送時間
| 期間      | 期間      | 放送時間（JST）       | 放送時間（JST）       | 放送時間（JST） |
| 期間      | 期間      | 月曜日 - 木曜日       | 金曜日                |                 |
| --------- | --------- | --------------------- | --------------------- | --------------- |
| 2014.3.31 | 2014.9.26 | 14:00 - 14:50（50分） | 14:30 - 14:50（20分） |                 |

### 祝日の放送休止
※いずれも2014年
- 4月29日、7月21日、9月15日、9月23日：テレビショッピングを放送。
- 5月5日：映画「テルマエ・ロマエⅡ」特番（14:00 - 14:25）、おらが町のお悩み事情!第1次さんま内閣（再放送、14:25 - 15:45）
- 5月6日：Enjoy! Baseball「北海道日本ハムファイターズ×福岡ソフトバンクホークス戦」

## 出演者
メインキャスター
- 加藤寛（UHBアナウンサー）
- 水野悠希（当時UHBアナウンサー）

リポーター・「U型ライブEXPRESS ショッピング」キャスター
- 宮地聖子（月・火）
- 新谷明美（水～金）

リポーター
- 山田英寿（UHBアナウンサー、「町をゆったり!オジ散歩」（月））
- 吉田雅英（UHBアナウンサー、「町をゆったり!オジ散歩」（月））

「U型ライブEXPRESS ショッピング」さっぽろ東急百貨店・ショッピングキャスター（月・火）
- 鈴木義則（さっぽろ東急百貨店・ショッピングキャスター）

「U型ライブEXPRESS ショッピング」いいもの直行便・ショッピングキャスター（水～金）
- 池沢和憲

最新ニュース
- 新崎真倫（当時『Super NEWS U』メインキャスター）

## 主なコーナー
- カトカンぶら歩き
加藤寛アナが道内の色んな場所を旅するコーナー。
- 町をゆったり!オジ散歩
月曜日に放送。山田アナと吉田アナが道内各地をウォーキングしながら最新スポットを紹介する。
- UチェンEXPRESS
一般主婦がおしゃれなファッションで変身する企画。
- Cinemaブレイク
金曜日に放送。同日及び翌日に道内で封切られる最新映画を紹介。